# كريمة العدلية
الشيخة كريمة العدلية ولقبت بأم محمد (1914 - 1975) هي قارئة قرآن ومغنية مصرية.

## حياتها ونشأتها
ولدت كريمة محمد العدلية في 1914 بالجمالية، توفي والدها وهي في سن الخامسة، وتولى أخيها تحفيظها القرآن، لتتم حفظه بالكامل في سن الحادية عشر، درست لمدة ثلاث سنوات في معهد الموسيقى العربية، لتتعرف على المقامات العربية وتدرس علي آلة العود، عانت كريمة من ضعف البصر منذ الصغر في طفولتها ونصح الأطباء بعدم تعريضها لأي جراحة حتى لا تصاب بالعمى، ولكن فقدت بصرها بالكامل في سن 16 سنة.
تزوجت من قارئ القرآن الشيخ علي محمود، فكان يحب الاستماع إلى قراءتها للقرآن وأدائها للتواشيح الدينية فكان يتبعها إلى أي مكان تذهب إليه لإحياء الليالي عند النساء، وكانت تحرص على الذهاب إلى مسجد الإمام الحسين بالقاهرة حتى تستمتع إليه في صلاة الفجر وهو يرفع الأذان في تلك الفترة، كانت ترتل آيات القرآن بصوتها حتى الحرب العالمية الثانية، واعتادت إقامة حفل ضخم للإنشاد في الخميس الأول من كل شهر في أحد بيوت أثرياء الأقاليم، انتهت قصة الحب بزواج الشيخ علي محمود منها، وقد كانا كفيفين، ولكن جمعهما حب القرآن، وأصبحوا يقرأن سويًا في الإذاعة المصرية.

## مسيرته
- ذاع صيتها في مطلع القرن العشرين وكان حضورها قويًا ولافتًا في الإذاعة المصرية في ذلك الوقت وتخطت حدود مصر.[12]
- لحن لها الموسيقار محمد القصبجي أغنيتين وطرحا في أسطوانات قبل أن تتوقف عن الغناء.[13]
- كانت من أوائل المنضمات إلى الإذاعة المصرية عند افتتاحها في 1934[14]، وذاع صيتها لتحيي ليالي قرآنية ومعزاءات السيدات، فأحيت عزاء الراحلة أسمهان[15] وكذلك عزاء عالم الفيزياء على مصطفى مشرفة، وكانت على علاقة طيبة بكل زوجات رجال الثورة وكانت تحيي أي عزاء تابع لهن.[16]
- استمرت في القراءة والتلاوة في الإذاعة حتى نهاية الخمسينيات قبل أن تصدر فتوى من أحد المشايخ تحرم قراءة النساء للقرآن لأن صوت المرأة عورة ،وطالما يقوم الرجال بهذا الدور فلا داعي لقراءة النساء.[17]
- بلغت شهرة لدرجة أن قدمتها الإذاعة مرتين في يوم واحد الأولى قارئة للقرآن في السابعة صباحاً[18]، والثانية مغنية في العاشرة وأربعين دقيقة مساء. (حسبما رصدت مجلة الراديو المصري في عددها الخامس والخمسين، الصادر في الأيام الأولى من أبريل عام 1936).[19]